# ویلیام بنستر
ویلیام بنستر (به انگلیسی: William Bannister) بازیکن فوتبال زادهٔ دسامبر ۱۸۷۸ اهل کشور انگلستان و عضو تیم ملی فوتبال انگلستان است. وی در تاریخ ۱۸ مارس ۱۹۰۱ نخستین بازی ملی خود را در مقابل تیم ملی فوتبال ولز انجام داد و با حضور در ۲ بازی ملی، در تاریخ ۲۲ مارس ۱۹۰۲ واپسین بازی ملی‌اش را در برابر تیم ملی فوتبال ایرلند برگزار کرد.